# Compartimento di Arezzo
Il compartimento di Arezzo fu una suddivisione amministrativa del Granducato di Toscana. Confinava a nord con il compartimento di Firenze, a sud est con lo Stato Pontificio, a sud ovest con il compartimento di Siena.
Le sue delegazioni di governo (attività di polizia) erano, oltre il capoluogo, Cortona, Castiglion Fiorentino, San Giovanni Valdarno, Monte San Savino, Poppi, San Sepolcro.
Derivato dalla porzione orientale della preesistente provincia fiorentina (distretto fiorentino), il compartimento di Arezzo nacque il 1º novembre 1825, e nel 1860 divenne provincia italiana. Tale provincia insiste sul medesimo territorio dell'ex compartimento, eccezion fatta per il comune di Monte Santa Maria Tiberina, che fu ceduto all'Umbria (1927) insieme al confinante Monterchi (poi riannesso alla Toscana nel 1938). Nel 1863 la richiesta di annessione da parte del comune di Città di Castello e di altri comuni del mandamento non divenne esecutiva a causa della contrarietà di alcuni comuni interessati.